# Reliquiario della Sacra Spina (Vicenza)
Il Reliquiario della Sacra Spina è un reliquiario contenente una delle spine delle corona di Cristo, realizzato in argento dorato e smalti translucidi da una manifattura francese e veneta tra il XIII e il XIV secolo, proveniente dalla chiesa di Santa Corona a Vicenza, conservato presso il locale Museo Diocesano.

## Storia

### La Sacra Spina
Intorno all’anno 30-33 d.C., a Gerusalemme, la Corona di Spine venne posta sulla testa di Gesù nel Monte Calvario. Dopo la resurrezione, egli custodì la Corona a casa sua, salvandola così dalle distruzioni provocate dai soldati romani durante l'Assedio di Gerusalemme (70 d.C.). Nel V secolo l’imperatore Teodosio II entrò in possesso della Corona, la quale rimase a Gerusalemme fino all’XI secolo; venne quindi portata a Costantinopoli. Baldovino II, imperatore di Costantinopoli, necessitava di una certa somma di denaro per il suo esercito, così chiese un prestito ai banchieri veneziani, dando loro in pegno la Corona di Spine. Il patto stabiliva che, in caso Baldovino non fosse stato in grado di pagare la somma prestata entro il 19 giugno 1239 (festa dei Santi Gervasio e Protasio), la Corona sarebbe rimasta a Venezia. Prima della scadenza, Luigi IX, re di Francia e nipote di Baldovino II, pagò il riscatto ai veneziani, ricevendo così la Corona di Spine. Nel 1248, Luigi IX fece costruire a Parigi la Sainte-Chapelle, concepita come reliquiario della Corona.
Nel 1255 Bartolomeo da Breganze, frate domenicano, venne nominato vescovo di Vicenza, ma ebbe difficoltà ad insediarsi in città a causa della presenza del tiranno Ezzelino III da Romano. Egli decise quindi di trasferirsi per un breve periodo in Inghilterra, dove rimase fino alla morte di Ezzelino III nel 1259. Nel viaggio di ritorno per l’Italia, fece una sosta in Francia, in particolar modo a Parigi, dove fece visita a Luigi IX. Il re, come gesto di gratitudine per l'aiuto ricevuto durante la crociata, donò al vescovo una parte della Vera Croce e una delle Spine della Corona. Il vescovo, tornato a Vicenza con la Spina, donò la reliquia alla città il 14 marzo 1261 e fece costruire la chiesa di Santa Corona per custodire questo oggetto sacro.

### Chiesa di Santa Corona

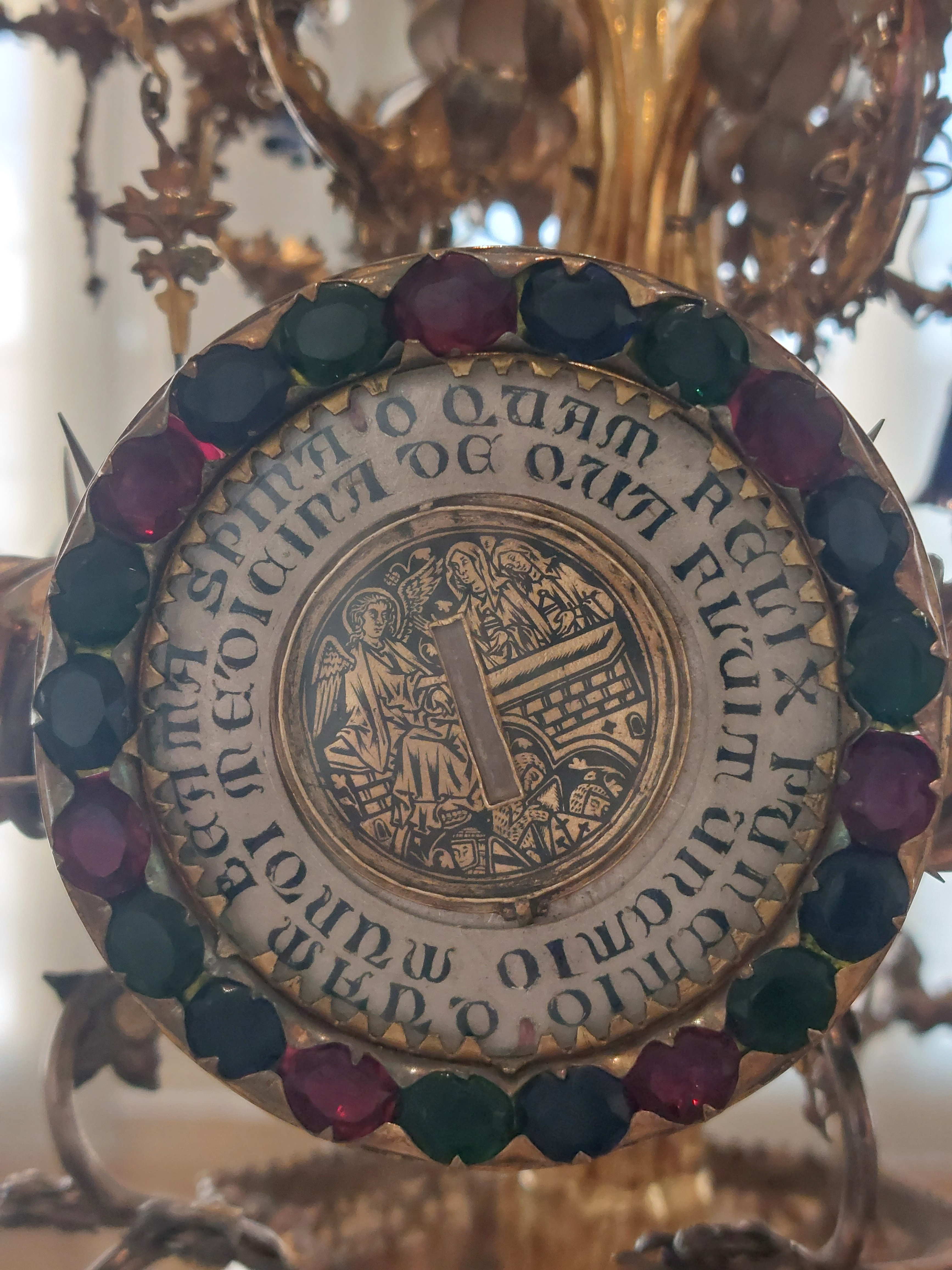
La sacra spina

La Chiesa di Santa Corona venne costruita, per volontà di Bartolomeo da Breganze, tra il 1260 e il 1270 presso Borgo Santo Stefano, allora conosciuto come il "colle" per il fatto di essere un'area leggermente sopraelevata. Dal 1190 in tal luogo si potevano scorgere le abitazioni dei catari, un gruppo di eretici che abbracciavano il pensiero dell'antipapa Novaziano, vissuto nel III secolo. A Vicenza la comunità era abbastanza folta. Essi erano noti per non riconoscere la Chiesa, che accusavano di corruzione, per la scelta di vivere in povertà e per la credenza che Cristo non potesse essere morto in croce sotto atrocità per poi risorgere. Essendo la loro lotta assai simile al pensiero ghibellino, il tiranno Ezzelino III da Romano decise di proteggerli e di incoraggiare la loro diffusione. Il suo stesso palazzo sorgeva infatti presso le abitazioni dei catari.
La situazione cambiò alla morte del tiranno, avvenuta nel 1259. Bartolomeo da Breganze, già nominato vescovo nel 1255, ma incapacitato a raggiungere la Cattedra per via degli eretici e del tiranno, fece finalmente ritorno in città, accolto benevolmente da tutta la popolazione. Egli, che apparteneva all'ordine dei frati domenicani, decise di far costruire una chiesa per i suoi fratelli, dal momento che essi non si erano ancora insediati in città, mentre nelle vicinanze, come Padova, l'ordine era presente già dai primi decenni del XIII secolo. Il luogo scelto per la chiesa e il convento non fu certo casuale: Bartolomeo volle costruirla proprio sul quartiere cataro, dimostrando simbolicamente la sconfitta di quel potere politico e religioso, nonché la rinascita della città dopo la tirannia e il trionfo dell’ortodossia sull’eterodossia. Inoltre la chiesa, che non a caso venne intitolata "Santa Corona", avrebbe dovuto conservare le sacre reliquie relative alla Passione di Cristo, quella credenza cristiana che i catari si rifiutavano di riconoscere.

## Descrizione
Il reliquiario della Sacra Spina è un'opera d'arte molto complessa composta da diverse parti che sono state aggiunte e modificate nel tempo. 

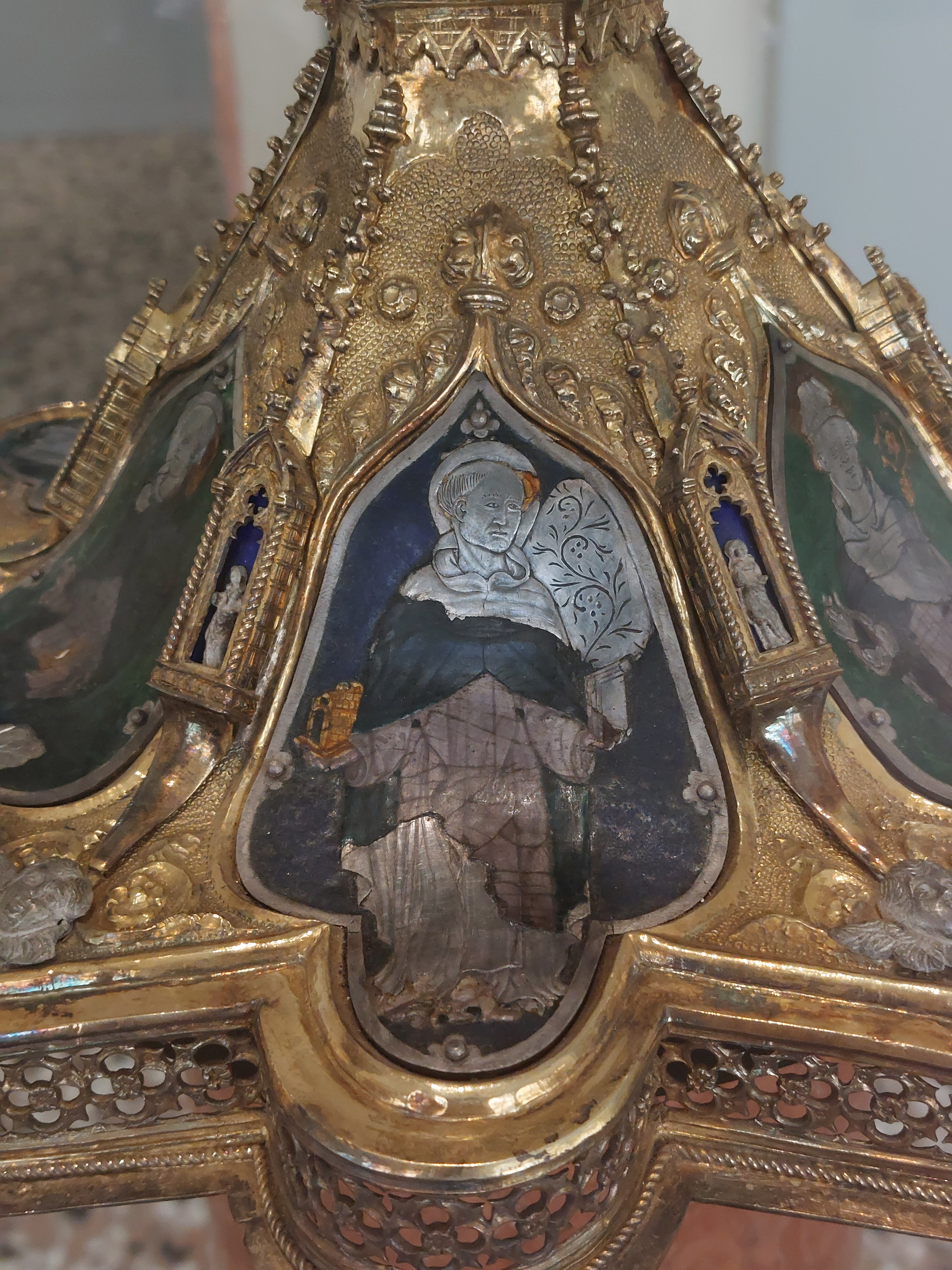
Dettaglio

La parte più antica venne realizzata intorno alla metà del XIII secolo da una bottega francese come gioiello ornamentale per contenere la Sacra Spina. Si tratta di un medaglione realizzato tramite tecnica a niello raffigurante Maria al sepolcro sul lato anteriore e la Risurrezione sul lato posteriore. La Sacra Spina è racchiusa nella capsula rettangolare al centro. Il medaglione è circondato da un’iscrizione in latino su lamina metallica e pietre preziose, che però sono frutto di modifiche apportate durante li restauri del XIX secolo.  

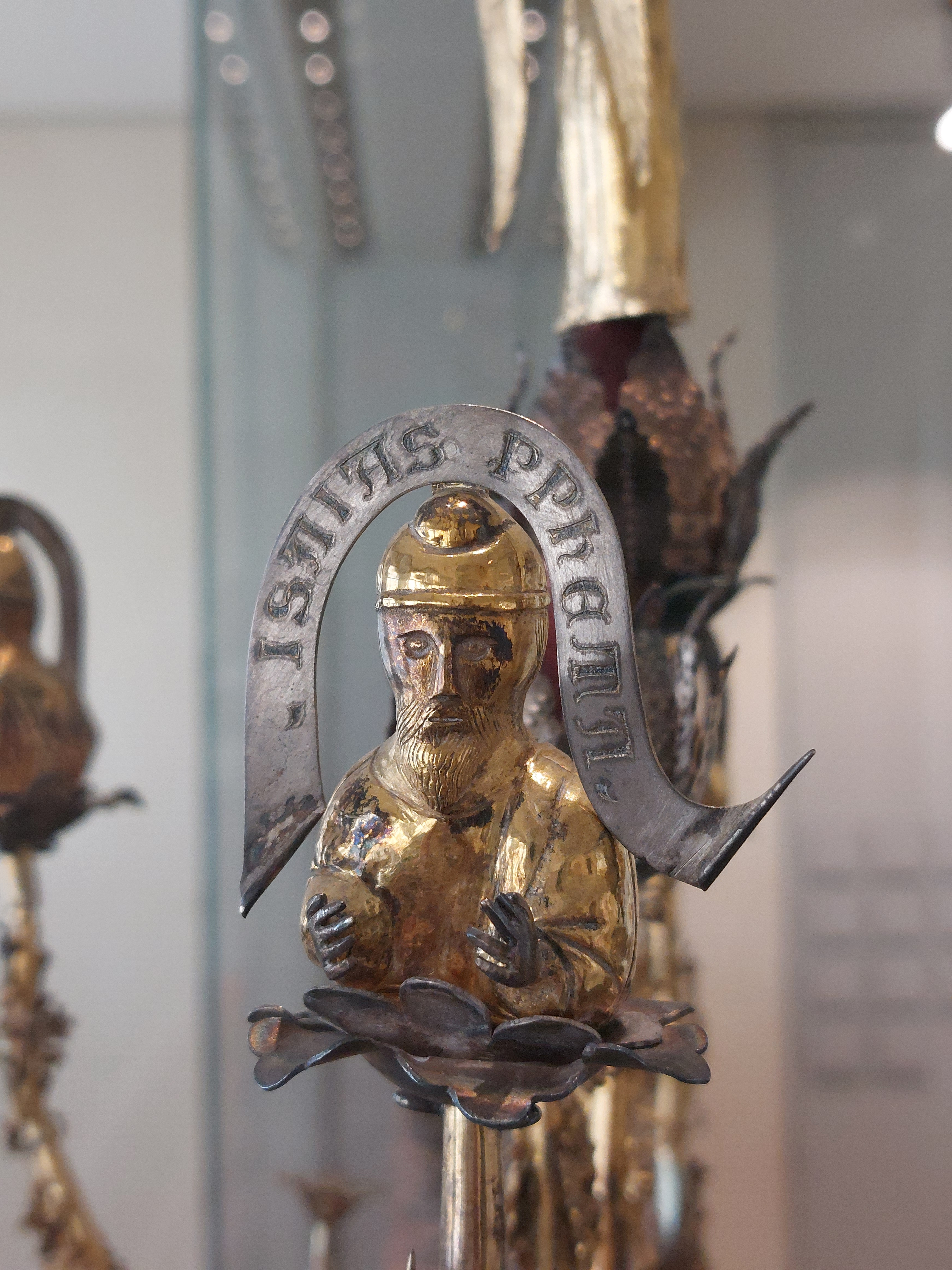
Dettaglio del profeta Isaia

Intorno alla seconda metà del XIII secolo (1260 ca) venne realizzata da una bottega locale la corona in argento dorato, decorata con spine e gemme di colori differenti. La corona è collegata alla parte centrale del reliquario tramite catenelle. 
Verso la fine del XIV secolo vennero aggiunti il fusto e la base esagonale in stile gotico, decorate da nicchie dorate con figure d’argento su sfondo rosso o blu. La base polilobata di metallo sbalzato e cesellato è decorata da teste di cherubini in metallo fuso e da sette placche in smalto traslucido raffiguranti i protagonisti della storia della reliquia: Cristo in trono, il Beato Bartolomeo, San Luigi di Francia e i santi dell'ordine domenicano, ossia San Tommaso, San Domenico e San Pietro Martire.
Nel XIV secolo il reliquario venne concluso con una struttura che inizia a forma di calice, decorato da sei rametti terminanti con fiori e che prosegue a forma di albero - l'albero della vita - con fiori realizzati in smalto. In cima ai sei rami vi sono i busti dei profeti riconoscibili da cartigli con iscrizioni. Il settimo ramo, quello centrale, si innalza sopra agli altri, ed è impreziosito da una piccola statua di angelo posta su un bocciolo d'argento, smaltato di rosso all'interno. Dai rami pendono catene ornate di foglie e campanelle smaltate.

## Uso e culto
Bartolomeo da Breganze avrebbe voluto trasformare le reliquie sacre, ossia la Spina e il pezzo della Vera Croce, in simboli della rinascita cittadina dalla tirannia e dall'eresia. Per riuscire nel suo intento, nel 1260 decise di istituire non solo una festa ad esse dedicata, che avrebbe voluto ergere a festa cittadina, ma anche altre occasioni in cui le reliquie potevano essere portate in processione per la città e quindi venerate. Tutta la comunità veniva coinvolta, dal vescovo alle fraglie cittadine. Inoltre, sempre per volontà di Bartolomeo, per chiunque avesse visitato Santa Corona durante il periodo quaresimale, avrebbe ricevuto l'indulgenza.
Tali festività però non ebbero il successo sperato. La Festa della Spina, le cui notizie ci giungono dal corpus dei "Monumenta reliquiarum", se nel 1256 era indetta "ad honorem Dei et dominice corone et ad augmentum et bonum statum civitatis Vicencie et ad purgationem heretice pravitatis", nel 1311 era invece indetta in onore della Vergine e della Trinità. Le cause di tale mancato successo si potrebbero riscontrare sia nel radicamento delle idee catare nella città vicentina, sia nella mancanza di potere della città rispetto a Verona e Padova, sia nel fatto che l'ordine domenicano subì una crisi dovuta alla Cattività Avignonese e alla peste del 1348, che decimò il numero di monaci anche a Vicenza.

### Festa della Spina

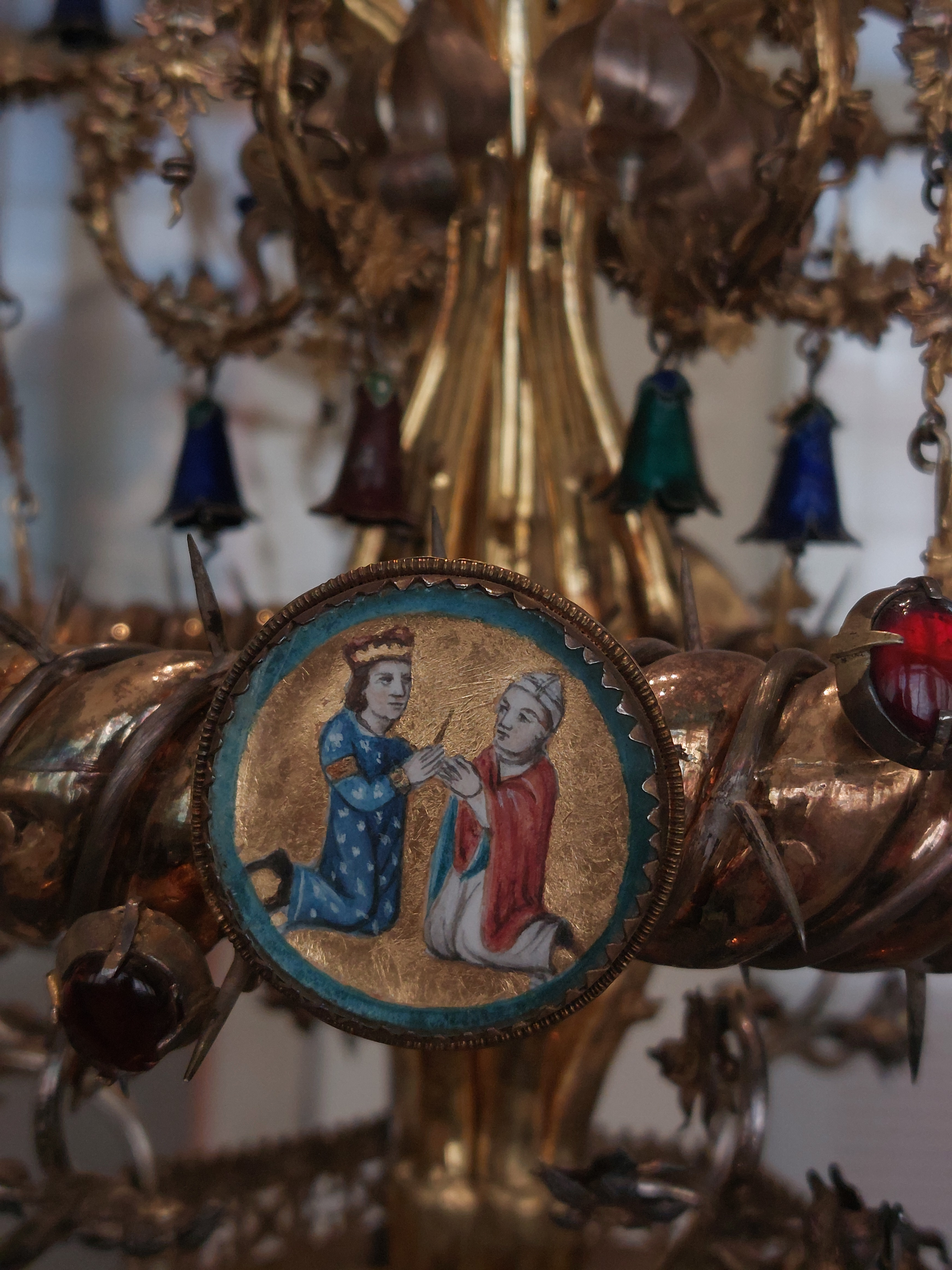
San Luigi IX dona la spina a Bartolomeo da Breganze

La Festa della Spina si celebrava la prima domenica dopo Pasqua. Durante la vigilia della festività, le reliquie venivano esposte sull'altare all'ora dei Vespri, in modo che i domenicani vi pregassero di fronte in presenza dei canonici della Cattedrale, dell'abate di San Felice e del clero vescovile. Riportata in Sacrestia, il giorno seguente questa veniva ulteriormente esposta all'interno di un tabernacolo; ciò serviva a portarla in processione per la città. Il percorso partiva da Santa Corona, raggiungeva Piazza dei Signori, per arrivare infine presso la Cattedrale. Finite le celebrazioni, le reliquie venivano riportate a Santa Corona, dove rimanevano esposte e addirittura baciate da qualche frate, dai magnifici rettori, dai Sapienti e da pochi altri nobili. Il percorso scelto per la processione voleva simboleggiare l'espiazione: il ritorno nella chiesa d'origine, richiamava il ritorno in una nuova veste, "pulita" dall'eresia.
Dal momento che anche le fraglie cittadine dovevano partecipare a questo evento, portando ceri, vessilli e strumenti musicali, era compito di queste organizzare delle attività folkloristiche, segno questo di una partecipazione attiva di tutta la comunità sotto il segno delle reliquie. Ad esempio, l'Arte dei Pellizzari ergeva una sorta di palo della cuccagna, con in cima un panno scarlatto e un paio di guanti; l'Arte dei Sartori organizzava l'Astiludio, gioco in cui un cavaliere a cavallo doveva infilare un'asta dentro un anello; la confraternita dei barbieri organizzava invece un tiro con l'arco.

### Domenica delle Palme
In occasione della Domenica delle Palme, si voleva ricordare l'entrata trionfante di Bartolomeo da Breganze in città nel 1260 a segnare la fine della tirannia. Istituita sempre con lo stesso vescovo domenicano, la festa richiedeva che il vescovo entrasse in città a cavallo, portando in ostensione le reliquie di Santa Corona, accompagnato da nobili vestiti all'antica, con clamide e calzari di porpora. Tale usanza scomparve dagli statuti già dal 1425.

### Corpus Domini
In occasione del Corpus Domini, la Spina veniva portata in processione verso il Duomo, mentre, al ritorno, questa veniva immediatamente chiusa in un armadio, senza essere prima lasciata in esposizione.